# William Creek Airport
William Creek Airport är en flygplats i Australien. Den ligger i delstaten South Australia, omkring 700 kilometer norr om delstatshuvudstaden Adelaide.
Trakten runt William Creek Airport är nära nog obefolkad, med mindre än två invånare per kvadratkilometer..
Omgivningarna runt William Creek Airport är i huvudsak ett öppet busklandskap. Genomsnittlig årsnederbörd är 184 millimeter. Den regnigaste månaden är februari, med i genomsnitt 55 mm nederbörd, och den torraste är augusti, med 2 mm nederbörd.